# 施泰勒
施泰勒是德国下萨克森州的一个市镇。总面积38.70平方公里，总人口11063人，其中男性5468人，女性5595人（2011年12月31日），人口密度286人/平方公里。

## 友好城市
- 法國 普卢扎内